# Gunn Wållgren
Gunn Wållgren est une actrice suédoise, née le 16 novembre 1913 à Göteborg (Suède) et morte d'un cancer le 4 juin 1983 à Stockholm (Suède).

## Biographie
Menant sa carrière principalement au théâtre, Gunn Wållgren joue au Théâtre dramatique royal (en suédois, Kungliga Dramatiska Teatern, abrégé Dramaten) entre 1934 et 1981, notamment dans des pièces de William Shakespeare ou d'Anton Tchekhov.
L'un de ses partenaires au théâtre est Erland Josephson, qu'elle retrouve une dernière fois en 1982 sur le film d'Ingmar Bergman, Fanny et Alexandre, dans un de ses rôles les mieux connus, celui de la grand-mère Helena Ekdahl. Ce sera son ultime prestation : peu après la fin du tournage, un cancer lui est diagnostiqué, dont elle décède l'année suivante (1983). Au cinéma, elle apparaît au total dans vingt-deux films, à partir de 1943.
Elle se produit également à la télévision, dans quelques téléfilms et séries, de 1964 à 1978.

## Filmographie partielle
- 1943 : Sonja de Hampe Faustman[1]
- 1943 : La Parole (Ordet) de Gustaf Molander
- 1944 : La Sorcière (Flickan och Djävulen) de Hampe Faustman
- 1944 : L'Empereur du Portugal (Kejsarn av Portugallien) de Gustaf Molander
- 1945 : Crime et Châtiment (Brott och Straff) de Hampe Faustman
- 1945 : Resan bort d'Alf Sjöberg
- 1946 : Harald Handfaste de Hampe Faustman
- 1947 : La Femme sans visage (Kvinna utan ansikte) de Gustaf Molander
- 1953 : Glasberget de Gustaf Molander
- 1972 : Mannen som slutade röka de Tage Danielsson
- 1982 : Fanny et Alexandre (Fanny och Alexander) d'Ingmar Bergman

## Théâtre (à Stockholm)

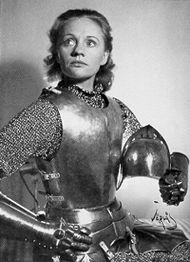
Gunn Wållgren interprétant Jeanne d'Arc dans Jeanne de Lorraine, au 'Dramaten', en 1948

(sélection de pièces jouées au 'Dramaten')
- 1936 : Crime et Châtiment (Brott och Straff), adaptation par Gaston Baty du roman éponyme de Fiodor Dostoïevski, mise en scène d'Alf Sjöberg, avec Renée Björling, Lars Hanson, Inga Tidblad
- 1936 : La Légende de Gösta Berling (Gösta Berlings saga), adaptation du roman éponyme de Selma Lagerlöf, avec Gunnar Björnstrand, Renée Björling
- 1936 : Ah, Solitude ! (Ah, Wilderness ! - Ljuva ungdomstid en suédois) d'Eugene O'Neill, avec Gunnar Björnstrand, Signe Hasso
- 1936 : À Damas, 1ère partie (Till Damaskus - Del I) d'August Strindberg, avec Lars Hanson
- 1937 : Hay Fever (Höfeber) de Noel Coward, mise en scène d'Alf Sjöberg, avec Inga Tidblad
- 1938 : The Women (Kvinnorna) de Clare Boothe Luce, avec Renée Björling
- 1938 : Comme il vous plaira (As you like it - Som ni behagar en suédois) de William Shakespeare, mise en scène d'Alf Sjöberg, avec Inga Tidblad
- 1940 : Our Town (Vår lilla stad) de Thornton Wilder
- 1940 : Les Jours heureux (Lyckliga dagar) de Claude-André Puget
- 1940 : Des souris et des hommes (Of Mice and Men - Möss och människor en suédois), adaptation du roman de John Steinbeck, mise en scène d'Alf Sjöberg, avec Lars Hanson
- 1941 : Hedda Gabler d'Henrik Ibsen
- 1941 : Iphigénie en Tauride (Iphigenie auf Tauris - Ifigenia i Tauris en suédois) de Johann Wolfgang von Goethe
- 1942 : Hamlet de William Shakespeare, avec Lars Hanson
- 1948 : Jeanne de Lorraine (Joan of Lorraine - Johanna från Lothringen en suédois) de Maxwell Anderson, avec Renée Björling
- 1954 : Mariana Pineda de Federico García Lorca, mise en scène de Mimi Pollak, avec Renée Björling, Jarl Kulle
- 1955 : Oncle Vania (Onkel Vanja) d'Anton Tchekhov, avec Renée Björling, Eva Dahlbeck, Jarl Kulle
- 1957 : Ivanov d'Anton Tchekhov, avec Renée Björling
- 1958 : Mesure pour mesure (Measure for Measure - Lika för Lika en suédois) de William Shakespeare, avec Allan Edwall
- 1959 : Les Trois Sœurs (Tre systrar) d'Anton Tchekhov, avec Bibi Andersson, Allan Edwall
- 1962 : Le Marchand de Venise (The Merchant of Venice - Köpmannen i Venedig en suédois) de William Shakespeare, mise en scène d'Alf Sjöberg, avec Erland Josephson
- 1964 : Om vi leker d'Erland Josephson
- 1967 : La Cerisaie (Körsbärsträdgåraden) d'Anton Tchekhov
- 1978 : Les Corbeaux (Korparna) d'Henry Becque, mise en scène d'Alf Sjöberg, avec Allan Edwall
- 1979 : Monsieur chasse ! (Herrn går på jakt) de Georges Feydeau
- 1981 : On Golden Pond (Sista sommaren) d'Ernest Thompson